# Rua da Quitanda (São Paulo)
A Rua da Quitanda (São Paulo) é um logradouro tradicional localizado no centro da cidade de São Paulo, na região Sé (distrito de São Paulo).

## Histórico
Seu nome se deve a origem popular que relembra o comércio miúdo que havia no século XIX e que era chamado de “quitanda”. Em 1822, era chamada de “Rua do Cotovelo”, pois diziam ser seu traçado parecido com um cotovelo dobrado, que foi suavizado com o tempo através de retificações. Em meados do século XIX, os paulistanos a denominaram como “Quitanda”, uma vez que ela era a preferida pelas “quitandeiras”, pessoas que vendiam verduras e frutas de suas chácaras nas proximidades, e também miudezas e alimentos. Antigo trecho, depois integrado à Rua da Quitanda, e localizado entre as ruas Álvares Penteado e 15 de Novembro, era antigamente conhecido como “Beco da Cachaça”, numa referência ao comércio de cachaça ali praticado.
Tem começo na Rua Quinze de Novembro e término na Rua São Bento. Tem como afluente a Rua Álvares Penteado. Mantém diversos edifícios históricos. Na esquina com a Rua Álvares Penteado, o Centro Cultural Banco do Brasil (CCBB), ocupa edifício de estilo neoclássico, construção de 1901, tombado pelo Departamento Histórico, local que abriga exposições, auditório, cinema, teatro, entre outros espetáculos.